# 英华达
英華達是英業達的子公司，成立於2000年5月12日，公司總部位於台北，營運地點分佈台北、上海、南京、南昌、矽谷、東京，負責設計代工及品牌行銷。2011年10月7日，公司正式與英業達合併並換股。

## 外部連結
- 英華達 （页面存档备份，存于）